# 生地站
生地站（日语：／ Ikuji eki */?）是隸屬於愛之風富山鐵道的鐵路車站，車站編號為17，座落於富山縣黑部市，只停靠普通列車。

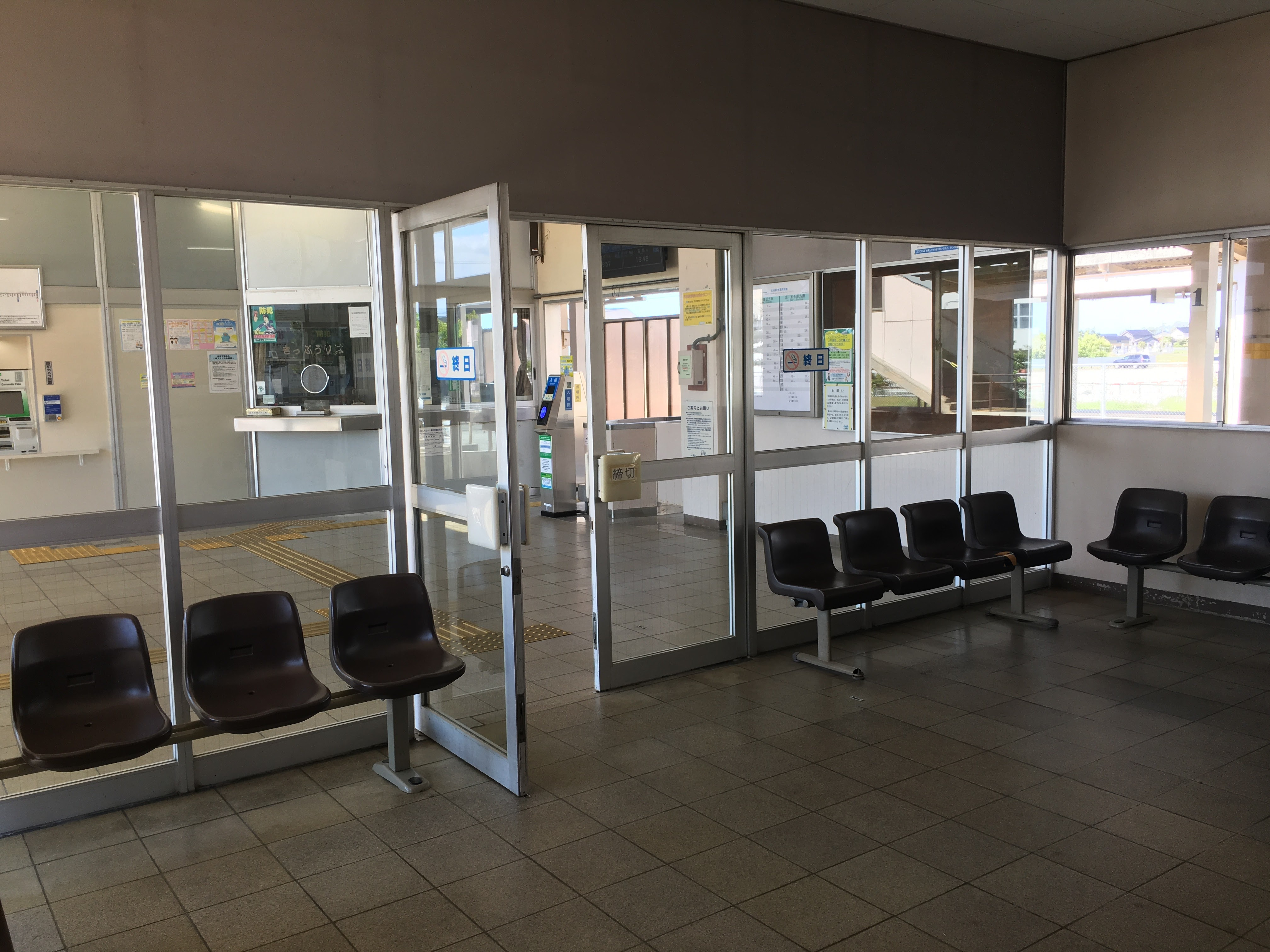
候車室（2017年5月）

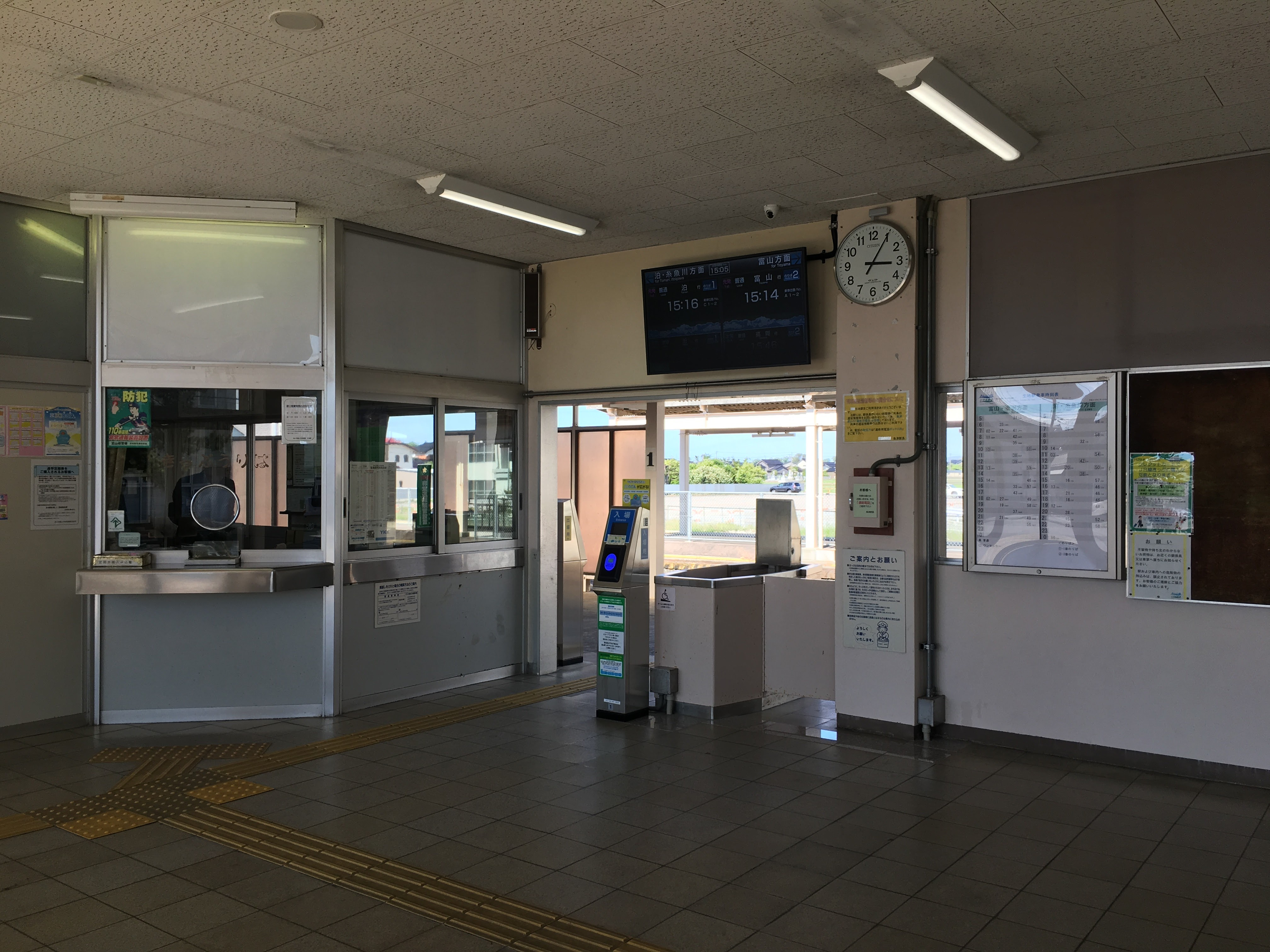
檢票口（2017年5月）

## 車站結構
與入善站的規格相同，設有側式月台及島式月台各1座，原能提供2線3面的配置，但島式月台的內側線道因應使用機會減少，在JR西日本年代時已遭撤去，變成為只有2面2線可供使用。中間月台撤線後，島式月台外側改稱為2號月台，而側式月台則維持為1號月台。
為防止誤於島式月台內側候車，月台中央位置加裝了附有鐵絲網的欄杆以作記認，至於月台兩端，因以現時的列車編列，該部份並不使用，亦鮮有人刻意前往，所以並未有把欄杆伸延至此。月台之間以行人天橋連接。
雖然島式月台內側路軌全被拆去，但在靠向西入善站一方，則設有長約2節車廂的緊急停車側道，於島式月台前為止，並設有轉轍器連接兩邊路軌。

### 月台配置
| 月台 | 路線              | 方向 | 目的地                                        |
| ---- | ----------------- | ---- | --------------------------------------------- |
| 1    | ■愛之風富山鐵道線 | 下行 | 泊、直通越後心跳鐵道■日本海翡翠線至糸魚川方向 |
| 2    | ■愛之風富山鐵道線 | 上行 | 富山、高岡、直通■IR石川鐵道線至金澤方向       |

## 使用人數
| 乗車人員推算 | 乗車人員推算     | 乗車人員推算 |
| 年度         | 单日平均乘降人數 |              |
| ------------ | ---------------- | ------------ |
| 2004年       | 546              |              |
| 2005年       | 540              |              |
| 2006年       | 523              |              |
| 2007年       | 512              |              |
| 2008年       | 519              |              |
| 2009年       | 496              |              |
| 2010年       | 474              |              |
| 2011年       | 466              |              |
| 2012年       | 485              |              |
| 2013年       | 482              |              |

## 歷史
- 1910年4月16日：日本國有鐵道北陸本線魚津站～泊站延伸，開業。
- 1975年：第2代站舍投入服務。
- 1984年2月1日：停止貨物提取服務。
- 1985年3月14日：停止手提行李提取服務。
- 1987年4月1日：國鐵分割民營化，成為西日本旅客鐵道（JR西日本）及日本貨物鐵道（JR貨物）車站。
- 2015年：

- 3月14日：北陸新幹線開業，改交由愛之風富山鐵道接管。
- 3月26日：開始可使用ICOCA，加設增值機及在櫃位發售新卡。

- 2022年3月12日：因應新富山口站開業，車站編號由「16」改為「17」。

## 相鄰車站
愛之風富山鐵道
■愛之風富山鐵道線
快速「愛之風Liner」
通過
普通
黑部 (16) －生地 (17) －西入善 (18)

## 外部連結
- 愛之風富山鐵道生地站公式網頁 （页面存档备份，存于） （日語）